# Kafel
Kafel − wyrób ceramiczny służący do wykładania powierzchni pieców grzewczych, kuchennych i kominków. Kafle po uformowaniu z gliny są wypalane, a ich powierzchnia zewnętrzna pokrywana jest szkliwem.
Rzemieślnik wyrabiający kafle to kaflarz, a jego warsztat to kaflarnia.

## Historia
Pierwsze kafle, tzw. garnkowe, pojawiły się w XI wieku w Europie. W Polsce rozpowszechniły się od początku XIV wieku. Miały one kształt garnków wmurowanych w ścianę pieca, otworem na zewnątrz. Otwór początkowo okrągły, wkrótce zmienił kształt na kwadratowy, później przybierał inną, bardziej ozdobną postać np. koniczyny. Kafle garnkowe wyrabiano na kole garncarskim.
W XVI wieku zaczęto wyrabiać w Polsce kafle płytkowe, miskowate, okrągłe i czworokątne. Były bardziej ozdobne, pokrywano je polewą brązową, żółtą lub zieloną. Otwór głębokich kafli przysłaniano ozdobną kratką.
W XV wieku pojawiły się również kafle podobne do współczesnych – płaskie, płytkowe. Płyta czołowa była bardzo bogato zdobiona. Często przedstawiano na niej sceny z Nowego i Starego Testamentu, sceny z polowań, motywy roślinne. Kafle pokrywano różnokolorowymi polewami.
W drugiej połowie XIX wieku wzrost zapotrzebowania na kafle i zmechanizowanie ich wyrobu spowodowały, że kafle gładkie, jednobarwne zdominowały rynek.
Ze względu na kształt wyróżnia się kafle:
- garnkowe/miskowe; cylindryczne – wyrabiane na kole garncarskim; możliwy kształt otworu trójkątny, kwadratowy, okrągły, trój-, czworo-, wielolistny, sercowaty
- półcylindryczne; wnękowe/niszowe; – przecinane na pół cylindry, z dekoracją ażurową
- płytkowe/płaskie – wykonane na negatywowych matrycach, na odwrocie często ślady tkaniny, przez którą dociskano formę; niezbędną częścią kafla płytkowego jest kołnierz – dolepiana na odwrocie ścianka komory grzewczej; kołnierz wykonać można poprzez podniesienie krawędzi płytki, doklejanie jednego płata gliny, formowanie z doklejanych wałeczków
- zwieńczenia − kafle przeznaczone na gzymsy pieców, pełniące funkcję wyłącznie dekoracyjną

## Galeria

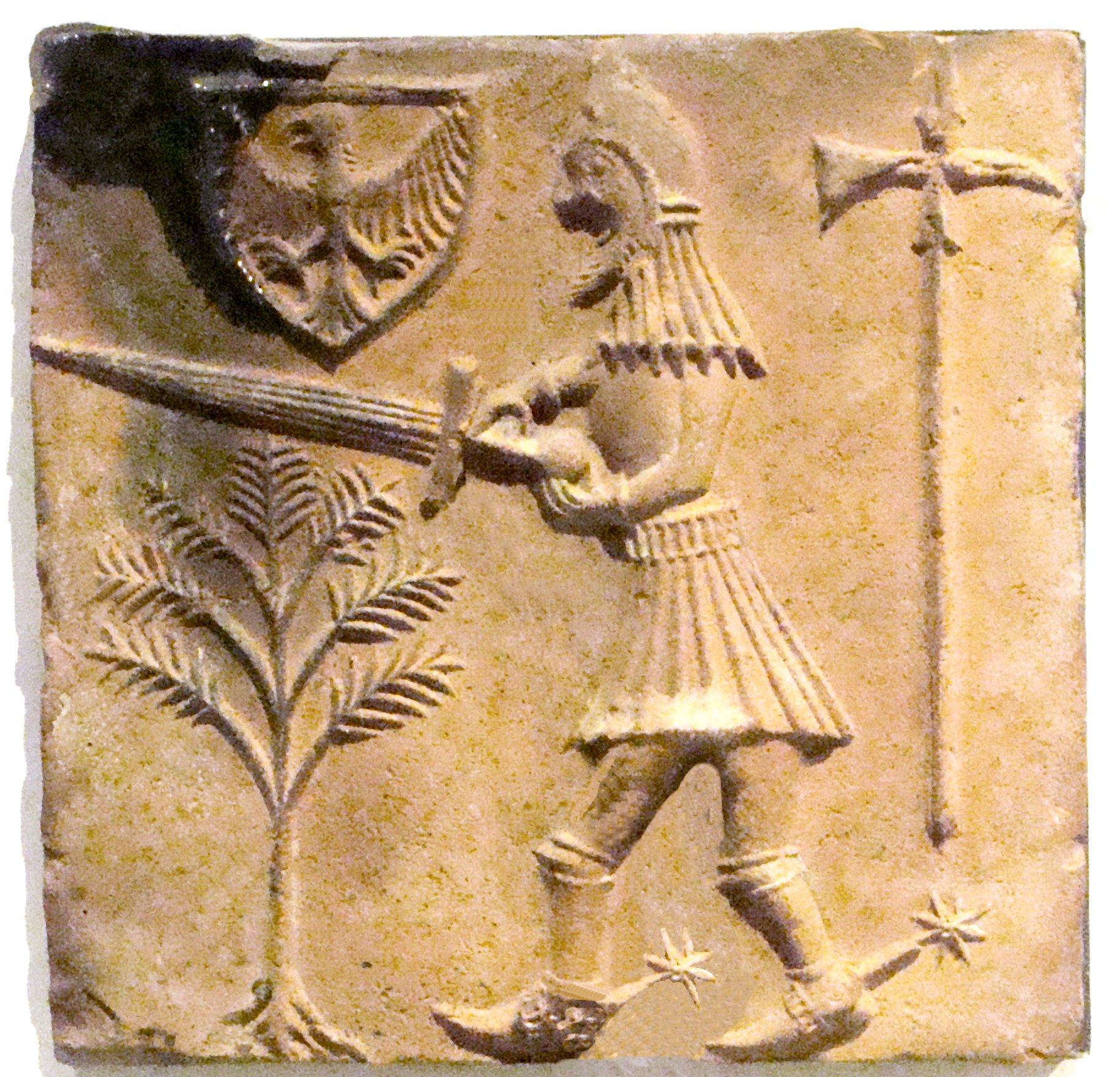
Kafel gotycki płytowy z Jankowa Dolnego
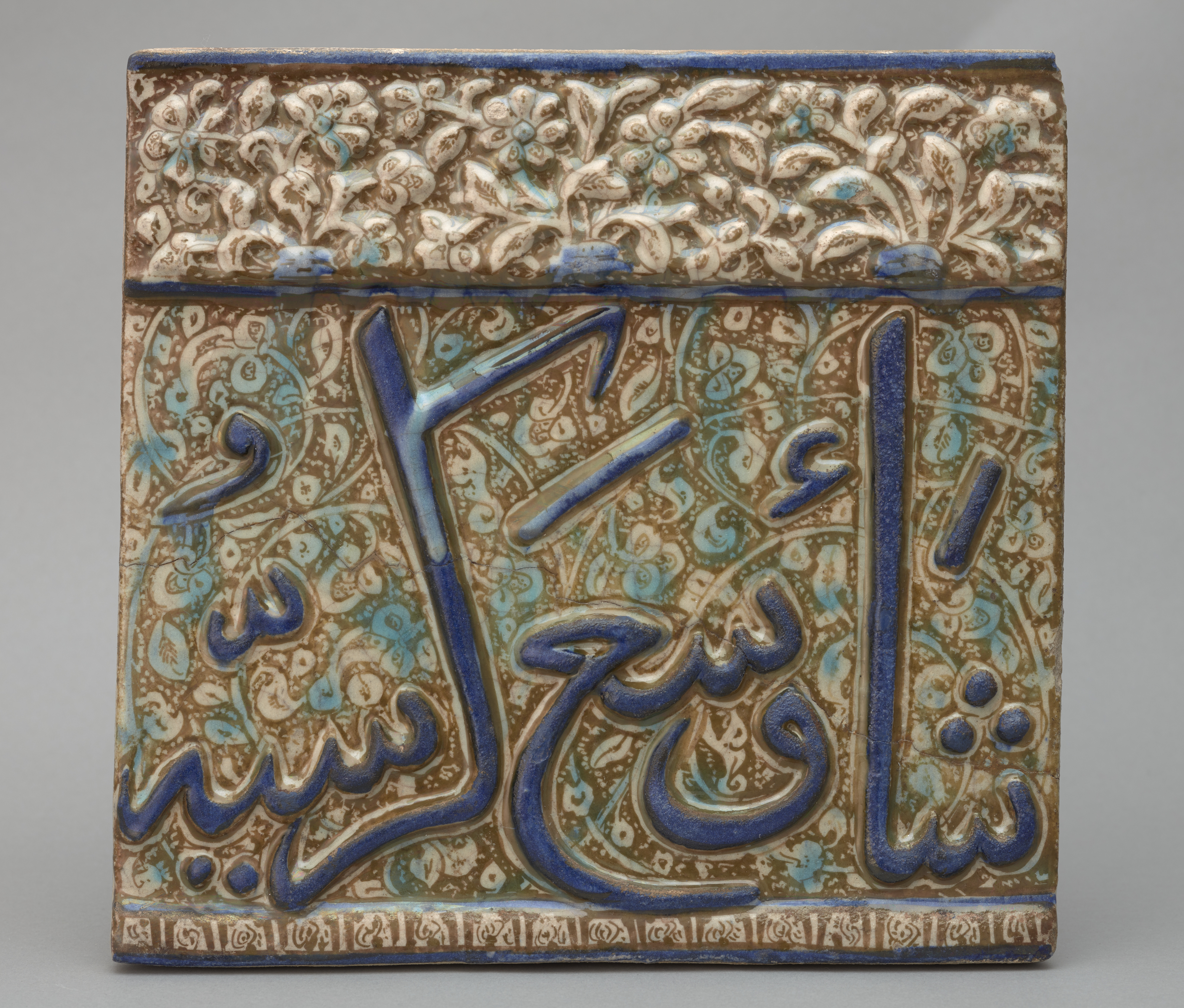
Kafel ścienny z dynastii Ilchanidów, Iran XIII-XIV w., Muzeum Narodowe w Krakowie
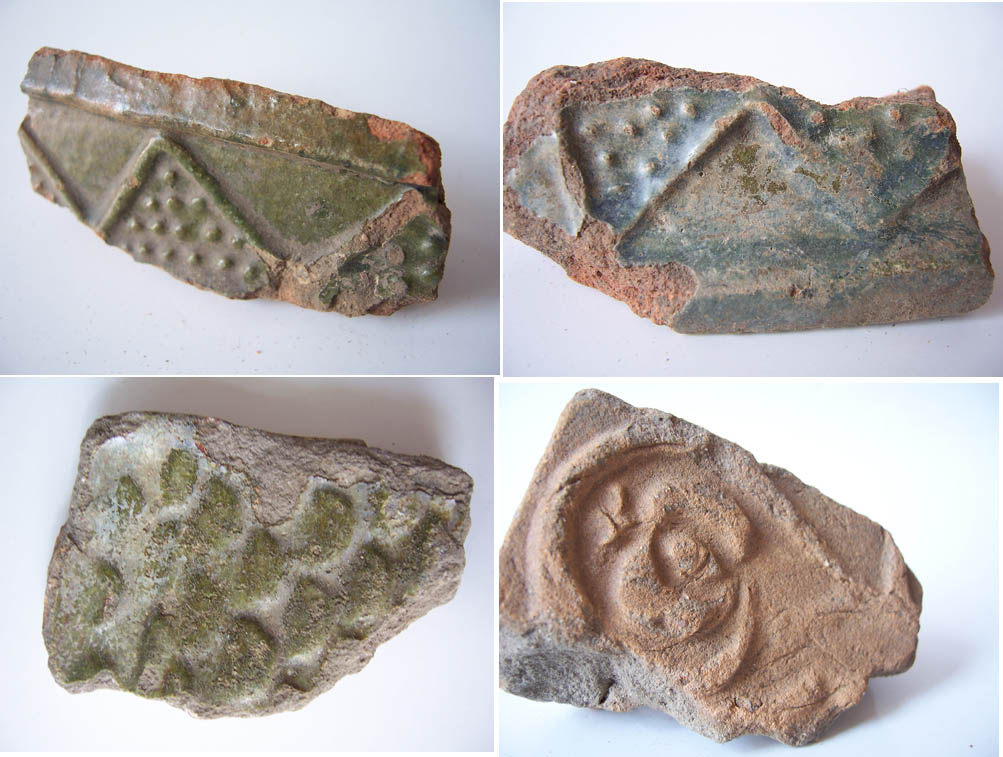
XVII wiek. Fragmenty kafli z dworu średniozamożnej podlaskiej szlachy
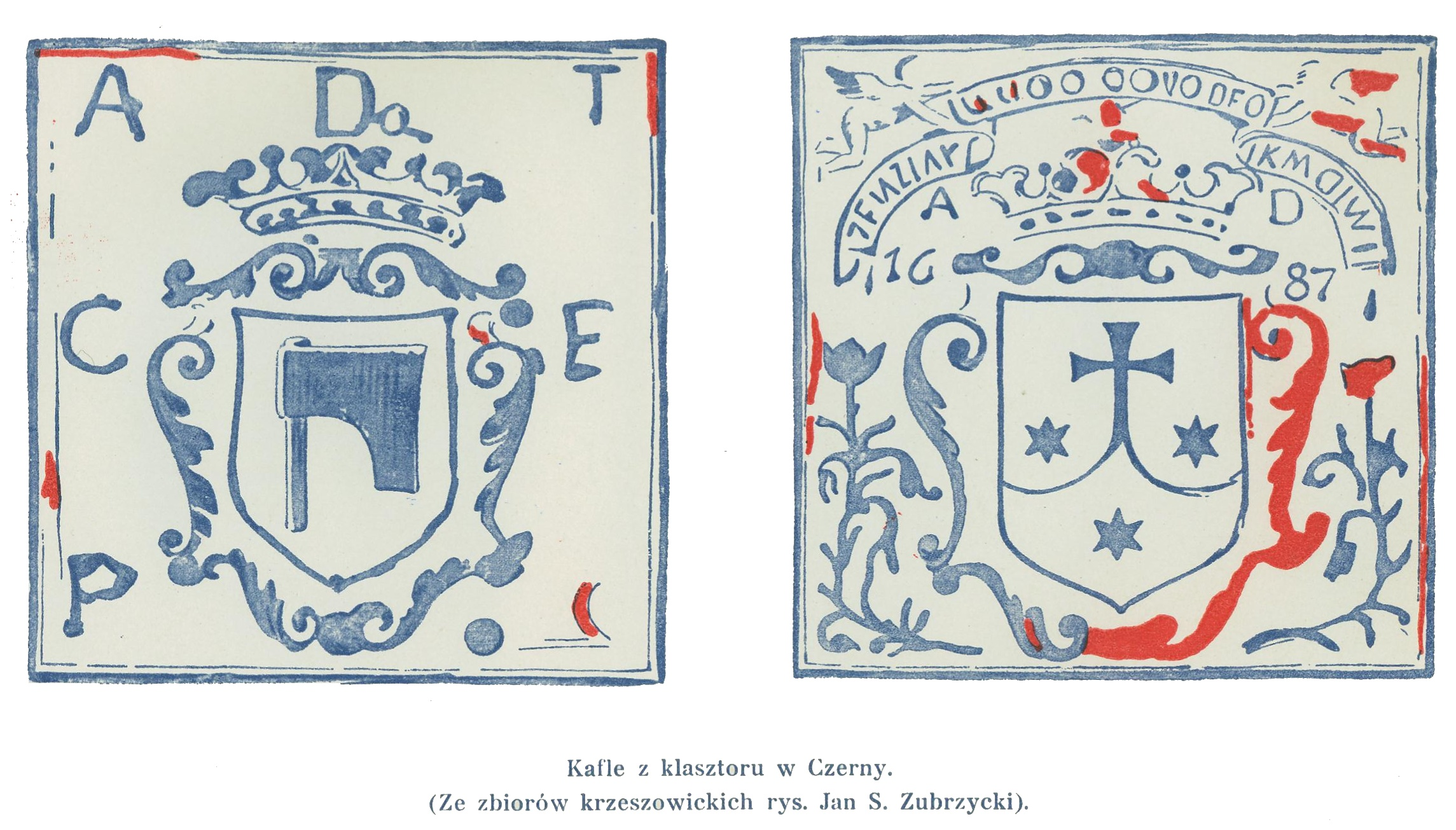
Kafle z klasztoru w Czernej
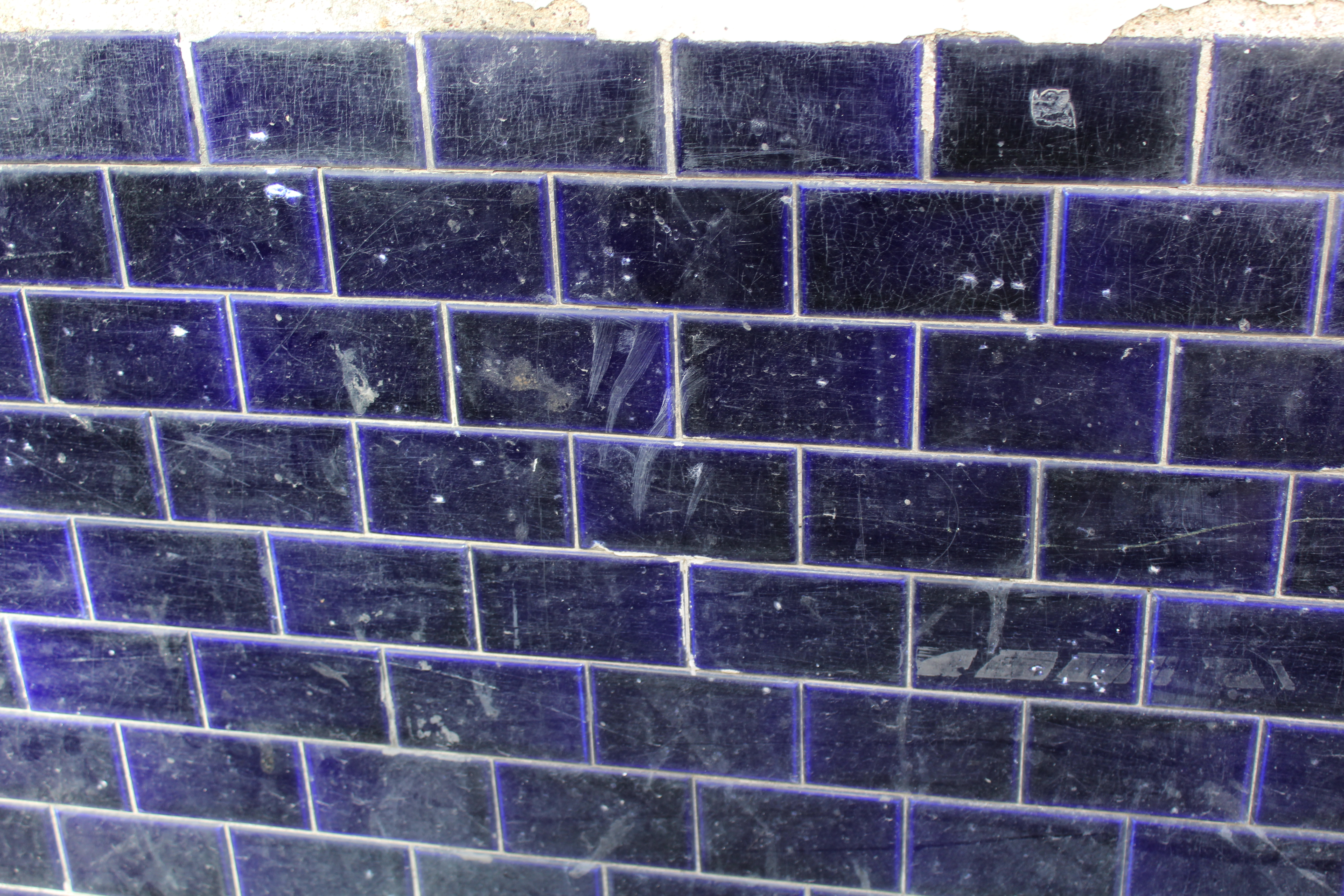
Przedwojenne kafelki na fasadzie kamienicy w Szczecinie